# Bombardement d'Alger (1688)
Pour les articles homonymes, voir Bombardement d'Alger.
Guerre franco-algérienne (1681-1688)
Batailles
- Bombardement d'Alger (1682)
- Bombardement d'Alger (1683)
- Bombardement d'Alger (1688)

Le bombardement d'Alger en 1688 était une expédition militaire ordonnée par Louis XIV contre la Régence d'Alger afin de faire respecter le traité de paix de 1683 qui avait été violé par les pirates algériens. L'escadre, comprenant 31 navires et 10 galiotes de bombes, était commandée par Jean II d'Estrées. 
L'escadre du maréchal d'Estrées se présente devant Alger le 26 juin. Elle réussit à infliger des dégâts considérables à la ville, mais les défenses d'artillerie ont été renforcées depuis les précédentes expéditions de 1682 et 1683. Ainsi la flotte française perd quelques navires dans les opérations de bombardement et doit se replier au bout de 16 jours. 
Politiquement, le dey Mezzomorto est mis à mal par les conséquences de l'expédition — les expéditions navales contre la France et terrestres contre les Espagnols à Oran ont ruiné les finances — et finit par abandonner le pouvoir et prendre la fuite face au mécontentement général dans la régence d'Alger. Son successeur Hadj Chabane nomme un ambassadeur à Versailles, Mohamed el Amin, pour négocier une paix durable qui est conclue dès 1690.